# Хенсон, Джосайя (писатель)
Джосайя Хенсон (англ. Josiah Henson; 15 июня 1789, Порт-Тобакко-Виллидж, округ Чарльз, Мэриленд, США — 5 мая 1883, Дрезден, Юго-Западное Онтарио, Канада) — американо-канадский писатель

, аболиционист и священнослужитель. Гражданский активист.
Прототип главного героя романа Гарриет Бичер-Стоу 1852 года «Хижина дяди Тома».

## Биография
Родился рабом на ферме недалеко от Порт-Тобакко-Виллидж. С детства был занят на сельскохозяйственой работе, терпел выходки рабовладельца. В 1830 году бежал в Британскую Канаду, где основал поселение и школу для других беглых рабов в Верхней Канаде, где беглецы могли научиться нужным профессиям, с помощью которых они могли бы зарабатывать себе на хлеб на свободе.
Стал пастором методистской церкви, путешествовал, читал лекции во многих районах Соединенных Штатов и Великобритании, будучи аболиционистом, помог более двум сотням негров-рабов в организации побегов и переброски их из рабовладельческих штатов Юга на Север с помощью «Подземной железной дороги».
Автор автобиографии «Жизнь Джосайи Хенсона, бывшего раба, теперь жителя Канады, рассказанная им самим» (1849), которая, как полагают, вдохновила на создание романа Гарриет Бичер-Стоу «Хижина дяди Тома» (1852).
После успеха романа Гарриет Бичер-Стоу, в 1858 году Хенсон опубликовал расширенную версию своих мемуаров «Тruth Stranger Than Fiction. Father Henson’s Story of His Own Life» (опубликовано в Бостоне: John P. Jewett & Company, 1858). Интерес к его жизни продолжался, и почти два десятилетия спустя его жизненная история была обновлена и опубликована как «История жизни дяди Тома: Автобиография преподобного Джозии Хенсона» (1876).
Королева Виктория считала Д. Хенсона таким выдающимся гражданином, что на его могильном памятнике была установлена корона — честь, оказанная лишь немногим гражданам.